# Killer Frost
 (mai 2021).
Si vous disposez d'ouvrages ou d'articles de référence ou si vous connaissez des sites web de qualité traitant du thème abordé ici, merci de compléter l'article en donnant les références utiles à sa vérifiabilité et en les liant à la section « Notes et références ».
Killer Frost est un personnage de DC Comics super-vilaine et super-héroïne créé par Gerry Conway & Al Milgrom dans Firestorm #3 en juin 1978.

## Histoire

### Crystal Frost
Crystal Frost est la première incarnation de Killer Frost, celle apparaissant dans Firestorm n°3 (juin 1978).
Étudiante à la Hudson University pour devenir scientifique, elle tombe amoureuse de son professeur, Martin Stein. Alors qu'elle travaille sur un projet dans l'Arctique, elle apprend que Stein ne partage pas ses sentiments.
Stein déclare à un collègue chercheur que Crystal était une élève retirée et qu'il voulait juste essayer de la pousser à sortir de sa coquille, ce que Crystal a mal interprété.
Crystal s'est accidentellement enfermée dans une chambre thermostatique, mais elle a survécu et a été transformée de manière à pouvoir absorber la chaleur d'un être vivant et à projeter du froid et de la glace, se faisant appeler "Killer Frost". 

### Killer Frost
Quelques mois plus tard, Killer Frost découvre une personne en elle qui s'appelle Caitlin Snow ; elle commence à perdre le contrôle et Caitlin en prend davantage. Cette dernière commence à vivre et fait partie de la vie de Killer Frost. C'est une scientifique qui a totalement pris le contrôle. Plus tard, elle apprend à son tour que Killer Frost vit en elle et Caitlin et Killer Frost deviennent meilleures amies. Quand un méta-humain arrive, Killer Frost est là, et ainsi de suite. Elles s'entendent très bien ainsi et elles communiquent ensemble.

### Loren Fionter
Apparue dans le reboot The New 52, Loren Fionter est une terroriste tentant de mettre la main sur la Matrice Firestorm, une puissante source d'énergie. Elle tente de tuer Jason Rusch et Ronnie Raymond qui, pour se défendre, utilise la Matrice, ce qui a pour effet de le transformer en Firestorm et Loren en nouvelle Killer Frost.

### Caitlin Snow
Caitlin Snow est une medecin biologiste de S.T.A.R. Labs .Elle collabore avec Francisco Ramon (Cisco Ramon) et Barry Allen (Flash).

## Pouvoirs et Capacités
Toutes les versions ont démontré la capacité d'absorber la chaleur à partir de sources externes et de la transformer en vagues de froid. Grâce à l'utilisation de ces pouvoirs, Killer Frost peut créer une couche de glace sur l'ensemble de son corps, ainsi que générer des objets composés entièrement de glace, comme des projectiles ou des boucliers. Elle peut également geler instantanément la matière animée par contact physique. Sa version antérieure à Crisis on Infinite Earths avait la capacité de prendre mentalement le contrôle des hommes après les avoir embrassés.

## Apparitions dans d'autres médias
- Justice League, #1 Killer Frost : voix interprétée par Jennifer Hale (VF : Caroline Maillard).
- Justice League Heroes (jeu vidéo): voix de Nika Futterman.
- Suicide Squad hell to play.
- Batman : Assaut sur Arkham.
- Batman : L'Alliance des héros: voix de Jennifer Hale (VF : Céline Melloul).
- DC Universe Online (jeu vidéo).
- Injustice : Les Dieux sont parmi nous (jeu vidéo).

### The Flash
Dans la série The Flash, Caitlin Snow est l'un des personnages principaux. Elle est un médecin en biologie qui fait partie de l'équipe de S.T.A.R. Labs, et qui apporte régulièrement son aide à Barry. Caitlin n'a au départ aucun pouvoir  cependant, lors de la saison 2 et du voyage sur Terre-2, la team Flash rencontre son double, Killer Frost, méta-humaine au pouvoir plus que glaçant. Dans la saison 3, Barry modifie de nouveau le passé, créant le Flashpoint, un monde alternatif. Quand il revient dans le présent que l'on connaît, de nombreuses choses ont été modifiées, notamment Caitlin, qui se découvre des pouvoirs semblables à ceux de Killer Frost. Elle en est d'abord effrayée et tente de les réprimer en allant voir sa mère pour trouver des solutions, mais rien n'y fait. Killer Frost prend de plus en plus souvent le dessus, ce qui n'augmente que davantage la peur de Caitlin. Elle finit par le révéler à l'équipe, et ils cherchent ensemble des solutions. Tout d'abord, elle porte les menottes pour méta-humains de Cisco, mais elles ne fonctionnent pas assez bien. Julian intégrant l'équipe, ils travaillent finalement sur un collier plus discret ayant les mêmes propriétés. Elle finit par le porter en permanence, ce qui réprime sa nouvelle personnalité pendant un temps. Mais elle est ensuite grièvement blessée par Abra Kadabra, ce qui force Julian à lui retirer son collier pour qu'elle se guérisse elle-même, quitte à ce que ses pouvoirs prennent le dessus sur elle. Elle fait alors équipe avec Savitar, le dieu de la vitesse. Dans le dernier épisode de la saison 3, Caitlin reprend le dessus sur Killer Frost et redevient ainsi elle-même, et aide son équipe à vaincre Savitar une fois pour toutes. À la fin de l'épisode, elle quitte l'équipe pour se retrouver et apprendre à contrôler ses pouvoirs. Dans la saison 4 (6 mois plus tard), on retrouve Caitlin sous son apparence normale jusqu'à que la team Flash se rende compte qu'elle n'a pas été guérie et qu'elle peut toujours devenir Killer Frost. De plus en plus forte, Killer Frost tracasse beaucoup Caitlin qui a peur d'elle et demande donc de l'aide à Amunet Black, une baronne du crime et de la drogue, qui peut lui permettre de la maintenir dans son état. Amunet et son bras-droit Norvok, l'homme serpent, sont intéressés par les pouvoirs de Killer Frost mais cette dernière, comme Caitlin, ne souhaite plus les aider. Avec l'aide d'Iris West, Caitlin et Killer Frost finiront par faire la paix, chacune n'ayant plus peur de se transformer en l'autre. Ainsi, lors d'une attaque réalisée par les nazis de terre X, Caitlin laissera le contrôle à Killer Frost pour réaliser les combats. Plus tard, elle laissera également cette dernière aider la team Flash dans le combat contre Trickster & Prank, ou encore pour consoler Ralph Dibny qui a peur d'être lâché par son équipe. En fin de saison, Killer Frost aidera à rechercher un méta-humain du bus capable de naviguer entre dimensions puis à combattre Devoe, qui n'hésitera pas à utiliser l'un des pouvoirs qu'il a récupéré pour tuer Killer Frost en brouillant la matière noire dans l'organisme de Caitlin, qui lui permettait de se changer lorsqu'elle était en colère ou lorsqu'elle avait peur. Durant la fin de la saison, Killer Frost ne réapparaîtra plus mais Cisco permettra à Caitlin grâce à ses vibes de découvrir que Killer Frost est encore en elle puisqu'elle existait déjà enfant. Comment est-ce possible puisque l'explosion de l'accélérateur n'avait pas eu lieu ? Caitlin et Cisco s'en interrogent. Cécile ayant le pouvoir d'incarner les autres (de manière incontrôlée), elle incarnera quelques secondes Killer Frost indiquant à Caitlin qu'elle a trouvé Thomas et qu'il a toujours été comme ainsi. Caitlin n'a pas compris de quoi il s'agissait.
Dans la cinquième saison, Caitlin retrouve son père qui se révèle être Icicle. Pour sauver Flash, Killer Frost arrive a se libérer et sauve son équipe. Elle deviendra l'arme n°1 pour combattre Cicada car Caitlin n'est pas une méta-humaine comme les autres. Caitlin soigne les victimes avec le méta remède la plupart du temps.
Son personnage fut introduit dans Arrow et apparaît également dans les séries de l'univers télévisuel DC Comics, Supergirl et Legends of Tomorrow.

## Équipe artistique
Joe Benitez, Victor Llamas, Gail Simone, Nicola Scott, Doug Hazlewood, Keith Giffen, Paco Medina, Joe Sanchez, Mark Waid, Howard Porter